# Harley Quinn Smith
Harley Quinn Smith (26 de junio de 1999) es una actriz estadounidense. Su primer papel fue en la película Jay and Silent Bob Strike Back (escrita y dirigida por su padre Kevin Smith). Posteriormente fue la protagonista de Yoga Hosers, también escrita por su padre, junto con su amiga Lily-Rose Depp.

## Primeros años
Smith nació en Red Bank, Nueva Jersey, hija del cineasta Kevin Smith y de la actriz Jennifer Schwalbach Smith. Su nombre es en honor de la villana de Batman, Harley Quinn.

## Carrera
Smith hizo su debut en la película de su padre Jay and Silent Bob Strike Back, interpretando al personaje habitual de su padre Smith, Bob el Silencioso, como un niño. En 2004, tuvo un cameo no acreditado como Tracy Colelli en la película dramática Jersey Girl y dos años más tarde, en la película cómica Clerks II. En 2014, tuvo un pequeño papel en la película de suspense Tusk, un papel que va a repetir en 2016 con Yoga Hosers y Moose Jaws.
En enero de 2018, se anunció que Smith interpretará a la hija de su padre en la comedia de media hora Hollyweed.
En 2021 interpretó a Mallory en la serie Cruel Summer de Amazon Prime Video, la que fuera renovada por una segunda temporada meses después de su estreno.

## Filmografía

### Películas
| Año  | Título                         | Papel                      | Notas         |
| ---- | ------------------------------ | -------------------------- | ------------- |
| 2001 | Jay and Silent Bob Strike Back | Bebé Bob El Silencioso     |               |
| 2004 | Jersey Girl                    | Tracy Colelli              | No acreditada |
| 2006 | Clerks II                      | Niña en la Ventana         |               |
| 2014 | Tusk                           | Chica Empleada #1          |               |
| 2016 | Yoga Hosers                    | Colleen McKenzie           |               |
| 2016 | Holidays                       | Holly                      |               |
| 2019 | Jay and Silent Bob Reboot      | Millennium "Milly" Faulken |               |
| 2019 | Érase una vez en Hollywood     | Lynette Fromme «Froggie»   |               |

### Televisión
| Año       | Título         | Rol             | Notas                       |
| --------- | -------------- | --------------- | --------------------------- |
| 2014-2016 | Comic Book Men | Ella misma      | 2 episodios                 |
| 2017      | Supergirl      | Izzy Williams   | Episodio: «Supergirl Lives» |
| 2019      | Halloween Wars | Ella misma      | Episodio: «The Swarm»       |
| 2020      | Day by Day     | Liza (voz)      | Episodio: «Neighbor Guy»    |
| 2021      | Cruel Summer   | Mallory Higgins | —                           |
| —         | Hollyweed      | —               | —                           |